# كأس بلغاريا 1953
كأس بلغاريا 1953 (بالبلغارية: Купа на Съветската армия 1953)‏ هو موسم من كأس بلغاريا. أشرف على تنظيمه اتحاد بلغاريا لكرة القدم، وفاز فيه نادي لوكوموتيف صوفيا.